# Tinospora palminervis
Tinospora palminervis är en tvåhjärtbladig växtart som beskrevs av John Miers. Tinospora palminervis ingår i släktet Tinospora och familjen Menispermaceae. Inga underarter finns listade i Catalogue of Life.